# Geoff Workman
Pour les articles homonymes, voir Workman.
Geoff Workman, né le 21 septembre 1947 à Liverpool et mort le 28 janvier 2010 à Denver, est un producteur de rock et ingénieur du son britannique.
Il a commencé sa carrière comme ingénieur du son de King Crimson, puis a produit de nombreux albums pour Queen, Journey, Foreigner, Mötley Crüe, The Cars, Twisted Sister et Toto.